# Закон вічності
«Закон вічності» («მარადისობის კანონი») — радянський художній фільм 1982 року, знятий режисером Валеріаном Квачадзе на кіностудії «Грузія-фільм».

## Сюжет
За однойменним романом Н. Думбадзе. Головний редактор однієї грузинської газети Бачана Рамішвілі потрапляє з інфарктом до лікарні. Цьому передувало потрясіння, яке зазнав Бачана, дізнавшись, що його вірний друг та співробітник Шота Цуладзе, прозваний ще в інституті за кришталеву чесність «Святим», виявився хабарником. За два місяці, проведені в лікарні, багато згадалося Бачані. Своє сирітське дитинство він провів у горах із пастухом Глахуне. Тяжко хворого хлопчика привів до пастуха дід Ломкаца. Ці двоє старих замінили йому батьків. Коли Глахуну вбив місцевий бандит, чотирнадцятирічний Бачана пострілом із маузера помстився за смерть свого духовного отця… Згадується Бачані та божевільна жінка Марго. Він та його друзі-студенти любили її як сестру. Душевність і чистота Марго підтримували молодого журналіста і в ті нелегкі дні, коли на сторінках своєї газети Бачана говорив правду про пройдисвітів, негідників і хабарників. З цих спогадів, із розмов із сусідами по лікарняній палаті виводить Бачана свій «закон вічності», суть якого у тому, що люди повинні об'єднатися у добрих вчинках, у співчутті одного до іншого, і тоді людство буде безсмертним. Фільм дубльований на кіностудії «Мосфільм».

## У ролях
- Імеда Кахіані — Бачана Рамішвілі, головний редактор газети (дубляж Володимир Гусєв)
- Гіві Берікашвілі — Буліка
- Мурман Джинорія — Йорам
- Борис Ципурія — Сандро Маглаперідзе
- Марина Джанашія — Маріам
- Іза Гігошвілі — Марго
- Леван Пілпані — Манучар Кіквадзе
- Михайло Вашадзе — дід, який виховав Бачана
- Василь Кахніашвілі — дід Бачана
- Варлам Цуладзе — роль другого плану
- Радін Хелашвілі — Бачана у дитинстві
- Віктор Нінідзе — роль другого плану
- Ніно Хомасурідзе — Нурсе, медсестра
- Акакій Бакрадзе — голова колгоспу
- Давид Чхіквадзе — роль другого плану
- Валеріан Квачадзе — лікар
- Йосип Лагідзе — Мераб
- Н. Мамаладзе — дружина Буліки
- Гурам Барнабішвілі — роль другого плану
- Мераб Берідзе — роль другого плану
- Шалва Джапаріде — роль другого плану
- Нодар Дугладзе — роль другого плану
- Рамаз Іоселіані — роль другого плану
- Аскалон Маграквелідзе — роль другого плану
- Елгуджа Марсагішвілі — роль другого плану
- Заза Мікашавідзе — роль другого плану
- Георгій Піпінашвілі — роль другого плану
- Родері Чачанідзе — роль другого плану
- Рамаз Шарабадзе — роль другого плану
- Георгій Толордава — епізод
- Т. Кавлашвілі — епізод
- М. Маміашвілі — епізод
- Ш. Цикурішвілі — епізод
- Р. Цхакаїя — епізод
- Нодар Чогошвілі — епізод
- Шухрат Саїдов — епізод

## Знімальна група
- Режисер — Валеріан Квачадзе
- Сценарист — Нодар Думбадзе
- Оператор — Юрій Кікабідзе
- Композитор — Отар Тактакішвілі
- Художник — Джемал Мірзашвілі